# 山形青年師範学校
| 山形青年師範学校 （山形青師） | 山形青年師範学校 （山形青師）   |
| ----------------------------- | ------------------------------- |
| 創立                          | 1944年                          |
| 所在地                        | 山形県滝山村 （現・山形市）     |
| 初代校長                      | 田沢次郎                        |
| 廃止                          | 1951年                          |
| 後身校                        | 山形大学                        |
| 同窓会                        | 山形大学 地域教育文化学部同窓会 |

山形青年師範学校 （やまがたせいねんしはんがっこう） は、1944年 （昭和19年） に設立された青年師範学校である。

## 概要
- 1922年 （大正11年） 設立の山形県実業補習学校教員養成所を起源とする。
- 1944年、山形県立青年学校教員養成所 （1935年設立） の国への移管により山形青年師範学校となった。
- 第二次世界大戦後の学制改革により、新制山形大学教育学部 （現・地域教育文化学部） の母体の一つとなった。

## 沿革
- 1914年4月： 山形県立村山農学校内に臨時実業教員養成所を併設。
- 1920年3月： 山形県立3農学校 （村山・庄内・置賜） に臨時実業教員養成所を併設。
- 1922年2月20日： 山形県実業補習学校教員養成所設立認可 （文部省告示第73号）。
- 1922年4月29日： 山形県師範学校内に山形県実業補習学校教員養成所を開設[1]。
  - 修業年限2年。生徒を甲類 （師範卒・中学卒） と乙類 （農学校卒） とに分かつ。
- 1925年4月： 山形県農事試験場に移転 （山形市三日町 [現・鉄砲町]）[2]。
- 1925年4月6日： 規程改正。甲類・乙類の別を廃止し、修業年限1年に変更。
- 1930年2月： 修業年限2年に延長。
- 1931年： 南村山郡滝山農業補習学校を代用附属学校とする。
- 1933年4月： 上山国民高等学校校内に移転 （現・上山市）。
- 1935年4月： 山形県立青年学校教員養成所と改称。
- 1936年3月： 南村山郡滝山村 （現・山形市平清水） に移転。
- 1938年7月： 臨時養成科 （1年制） を設置。
- 1942年頃： 校歌制定。『朝日連峯月山を』 （土井晩翠 作詞、東京音楽学校 作曲）。
- 1942年6月： 女子部を設置。
- 1944年4月1日： 官立移管され山形青年師範学校設置 （本科3年制）。
- 1949年5月31日： 新制山形大学発足。
  - 山形師範学校と共に教育学部の母体として包括された。
- 1951年3月： 旧制山形青年師範学校、廃止。

## 歴代校長
山形県実業補習学校教員養成所・山形県立青年学校教員養成所
- 所長： 森山辰之助 （1922年4月 - 1925年4月）
- 所長： 鈴木忠三郎 （1925年4月 - 1933年4月）
- 所長： 西垣喜代治 （1933年4月 - 1936年3月）
- 所長： 藤崎参造 （1936年5月 - 1937年12月）
- 所長： 五十嵐正治 （1937年12月 - 1944年3月）

官立山形青年師範学校
- 校長： 田沢次郎 （1944年4月 - 1945年4月1日）
- 校長： 五十嵐正治 （1945年4月1日 - 1947年8月）
- 校長： 上岡直二 （1947年8月 - 1949年3月）
- 校長： 真野常雄 （1949年7月 - 1951年3月）
  - 新制山形大学教育学部 初代学部長

## 校地の変遷と継承
前身の山形県立青年学校教員養成所から引き継いだ南村山郡滝山村 （現・山形市平清水） の校地を使用した。滝山校地は後身の新制山形大学に継承され、教育学部滝山分教場となった。1966年、滝山分教場を廃止して跡地に職員宿舎・学生寮を建設することになり、同年10月、同窓生によって滝山校舎お別れ会が挙行された。旧滝山校地は現在、山形大学職員宿舎、地域教育文化学部附属農場および学生寮 （清明寮） の敷地となっている。

## 著名な関係者

### 教職員
- 佐藤源治 - 民俗学者、鶴岡市名誉市民

## 関連文献
- 記念事業実行委員会（編）　『目で見る百年誌 : 山形大学教育学部創立百周年』　山形大学教育学部同窓会、1978年。
- 『官報』